# لئون ژرژه
لئون ژرژه (انگلیسی: Léon Georget; ۲ اکتبر ۱۸۷۹ – ۵ نوامبر ۱۹۴۹) دوچرخه‌سوار اهل فرانسه بود.